# Objectiviteit
Iets is objectief als het onafhankelijk is van de waarneming of voorkeuren van mensen: als er geen interpretatie bij nodig is. Dit staat tegenover subjectief. Het begrip heeft filosofische aspecten, en het begrip in de zin van 'neutraal' of 'onpartijdig' is onder meer van wezenlijk belang in de journalistiek en bij de rechtspraak.
Het onderscheid tussen objectiviteit en subjectiviteit wordt vaak gekoppeld aan het verschil tussen feiten en meningen.
De mogelijkheid van objectiviteit wordt door verschillende filosofen in twijfel getrokken, zoals de postmodernen. Zij betogen dat mensen, door hun onderlinge verschillen, slechts subjectieve interpretaties van de werkelijkheid kunnen maken.

## Journalistiek
Sommige journalisten beschouwen objectiviteit als neutraliteit of onpartijdigheid, en als een voorwaarde voor een goede vervulling van journalistieke taken, vooral bij de vergaring, de keuze en bewerking van nieuws. Volgens sommigen kunnen journalisten daarom bijvoorbeeld geen lid zijn van politieke partijen.
Andere journalisten en filosofen menen dat objectiviteit in verslaggeving onmogelijk is. Tijdens het gehele proces van verslaggeving worden keuzes gemaakt: welk onderwerp men kiest te verslaan, welke feiten en standpunten men kiest te belichten, hoe diep men doorvraagt, het taalgebruik in geschreven media, enz. Omdat journalisten en uitgevers net als anderen onderhevig zijn aan belangenstrijd en ideologie, maken deze verslaggeving altijd gekleurd, zo luidt de stelling.
Een vroege variant van deze stelling was te vinden in de theorie van culturele hegemonie van Gramsci. De hedendaagse Herman en Chomsky stellen dat Amerikaanse media, en westerse in het algemeen aan zelfcensuur zijn gaan doen omdat ze afhankelijk zijn van (potentiële) adverteerders. Hierdoor ontstaat een ideologisch, kapitalistisch gekleurd beeld. Ook binnen het feminisme vindt men soortgelijke standpunten.
Sommige media streven objectiviteit na in die zin dat ze zich aan de feiten houden en elke keer een zorgvuldige afweging maken van wat waar is, zonder volledig vast te houden aan neutraliteit. Ze geven beginselverklaringen af die hun maatschappelijke opvattingen weergeven. Ook worden artikelen door auteurs ondertekend, om zo ook hun achtergrond te kunnen kennen. Daarmee maken ze het voor de lezers makkelijker de publicaties naar eigen inzicht te interpreteren.

## Rechtspraak
Bij de rechtspraak is objectiviteit ook een levensvoorwaarde. Rechters moeten recht kunnen spreken zonder enige vorm van partijdigheid of zelfs maar betrokkenheid. Dit heeft onder meer geleid tot het opstellen van registers voor nevenfuncties bij de rechterlijke macht. Een gebrek aan objectiviteit van een rechter (bijvoorbeeld een familierelatie met een verdachte of een advocaat) kan leiden tot wraking van een rechter, oftewel het eisen van zijn onmiddellijke verwijdering van de behandeling van een zaak.
Ook hier wordt getwijfeld aan de mogelijkheid van objectiviteit, bijvoorbeeld door de Franse filosoof Jean-François Lyotard.

## Filosofie
De woordenboekdefinitie (die het gangbare, werkelijk bestaande hedendaagse taalgebruik moet weergeven) moet goed onderscheiden worden van de meer filosofische betekenis die zegt dat de term objectief betrekking heeft op het object (en het object is dan alles wat geen subject is). De uitspraak de mug is een schadelijk insect mag in het dagelijkse spraakgebruik misschien wel objectief heten, in grote delen van de filosofie kan hij met evenveel (of zelfs nog wel meer) recht een subjectieve uitspraak genoemd worden.
Zeggen dat een entiteit "objectief" bestaat betekent dat zijn bestaan en natuur niet afhangen van iemands bewustzijn (awareness) ervan. Een tafel waaraan je zit bestaat "objectief" omdat het ook zou bestaan en nog steeds zou bestaan ook al is niemand zich ervan bewust. Met name Immanuel Kant stond zeer sceptisch tegenover de mogelijkheid om zuivere, objectieve kennis te verwerven. Zijn uitdrukking Ding an sich verwijst naar de werkelijkheid zoals ze buiten ons kenvermogen bestaat. Die objectieve werkelijkheid wordt echter steeds door ons kenvermogen gesubjectiveerd en is dus 'an sich' niet kenbaar (zie verder Copernicaanse revolutie).
Objectiviteit als een 'epistemische deugd' is de waarneming van een persoon dat dingen onafhankelijk van het bewustzijn van wie dan ook bestaan; ze bestaan niet alleen in onze hoofden. Zulke objectiviteit wordt algemeen beschouwd als essentieel voor exacte wetenschap, voor filosofie en voor rechtspraak.
Echter, volgens idealistische filosofieën, zoals die van Berkeley, Fichte en Hegel, heeft alle zijn (mede) een bewustzijnskarakter. Vanuit dat standpunt zou het dus niet waar zijn dat een tafel ook zonder waarnemer zou bestaan aangezien dat wat wij met "tafel" aanduiden slechts de ervaring van een — concrete of mogelijke — tafel kan zijn. Zonder die ervaring zou niets kenbaar of zelfs maar aanduidbaar zijn. De betekenis van "object" zou dus zijn: "dat wat een subject ervaart".

## Overig
"Objectiviteit" moet niet verward worden met objectivisme.
In de psychometrie wordt een maat (measure) als objectief beschouwd als alle bestaande gebruikers dezelfde maat schatten wanneer ze deze gebruiken.